# 2006 FIFA World Cup (trò chơi điện tử)
2006 FIFA World Cup là trò chơi video chính thức của World Cup 2006 được xuất bản bởi EA Sports. 2006 FIFA World Cup được phát hành đồng thời trên GameCube, PC, PlayStation 2, Xbox và Xbox 360 vào ngày 24 tháng 4 năm 2006. Tại châu Âu game cũng được phát hành trên các hệ máy cầm tay Game Boy Advance và Nintendo DS cùng một lúc như các phiên bản console. Đây là tựa game cuối cùng được phát hành cho Xbox tại Nhật Bản. Như với một số phiên bản PlayStation Portable khác được phát hành sau vào ngày 22 tháng 5 năm 2006. Tại châu Âu, phiên bản này được phát hành ngày 19 tháng 5 năm 2006. Có chín hình bìa khu vực cụ thể xuất hiện một cầu thủ lớn từ mỗi khu vực.
Microsoft đóng gói game với Xbox 360 tại Nhật Bản và châu Âu. Game còn được đóng gói với phiên bản đặt hàng trước khi phát hành để giới thiệu tại Ấn Độ trong những ngày khi cơn sốt World Cup lan tràn khắp nước. Trong bản đóng gói đặc trưng, có một phiên bản giới hạn gồm từ Adidas đóng gói bên trong.

## Lối chơi
Game cho phép người chơi tham gia trong World Cup 2006 tổ chức tại Đức bằng cách điều khiển một trong 127 đội tuyển quốc gia. Từ lần phát hành bản 2002 FIFA World Cup, giao diện chính đã được thiết kế lại và có nhiều lựa chọn hơn. Nó thậm chí còn bao gồm một bản đồ vệ tinh khi chọn lựa quốc gia để chơi theo kiểu Thân thiện. Hỗ trợ trực tuyến được cung cấp cho các trận đấu xếp hạng và không phân hạng trên PC, PlayStation 3, PlayStation 2, Xbox và Xbox 360. Dịch vụ trực tuyến cung cấp các phương thức như vận động hành lang, bảng xếp hạng và một chế độ thách thức toàn cầu mà người chơi có thể chơi qua hơn bốn mươi kịch bản World Cup lịch sử, và thậm chí thay đổi lịch sử.
Bằng cách chơi trực tuyến và trong chế độ chơi đơn, các điểm chi tiêu cho các cửa hàng ảo có thể kiếm được để người chơi dùng mua đồng phục, các cầu thủ có thực, quả bóng, giầy ống khác nhau và các tùy chọn về lối chơi. Cũng như các phiên bản World Cup trước đây, các trận đấu trong chế độ World Cup sẽ được chơi theo thứ tự như tại World Cup ở Đức.

## Đón nhận
Cả IGN và GameSpot đều đánh giá một vài phiên bản của game trước khi phát hành ở Bắc Mỹ. Xếp hạng dưới đây là xếp hạng đạt được cho các hệ máy cụ thể với bảng xếp hạng IGN đầu tiên, sau đó là GameSpot. 
| Hệ máy        | IGN chấm điểm | GameSpot chấm điểm |
| ------------- | ------------- | ------------------ |
| GameCube      | 8.0           | 8.0                |
| PC            | 8.4           | 8.1                |
| PSP           | 7.8           | 8.4                |
| PlayStation 2 | 8.4           | 7.7                |
| Xbox          | 8.4           | 7.8                |
| Xbox 360      | 8.4           | 8.2                |
| Nintendo DS   | 7.5           | 7.3                |

Game Rankings xếp hạng phiên bản Xbox 360 của trò chơi cao nhất ở mức 79%.

## Soundtrack
| - Calanit - "Do-Dee-Dee-Deem-Dum (Sculptured)" - Damien J. Carter - "What World?" - Depeche Mode - "A Pain That I'm Used To (Jacques Lu Cont Remix)" - Die Raketen - "Tokyo, Tokyo" - DT8 Project feat. Mory Kanté - "Narama" - DuSouto - "Ie Mae Jah" - F4 - "La Prima Volta" - Fischerspooner - "Never Win" - Frank Popp Ensemble - "Love Is On Our Side" - Furius Kay & Lou Valentino - "People Shining" - Gabin feat. China Moses - "The Other Way Round" - The Go! Team - "The Power Is On" - Howard Jones - "And Do You Feel Scared? (The Eric Prydz Mix)" - Ivy Queen - "Cuéntale" - KES The Band - "The Calling" - Lady Sovereign - "9 to 5" - Ladytron - "Destroy Everything You Touch" - Mando Diao - "Down In the Past (Moonbootica Remix)" | - Mashron - "Sobremesa" - Mattafix - "Big City Life" - Maximus Dan - "Fighter" - Men, Women & Children - "Dance In My Blood" - Nortec Collective - "Tijuana Makes Me Happy" - Ojos de Brujo - "Tiempo de Drumba" - Polinesia - "Aloha (Wari Boom)" - Resin Dogs Feat. Mystro & Hau - "Definition" - Sérgio Mendes feat. The Black Eyed Peas - "Mas Que Nada" - Sneaky Sound System - "Hip Hip Hooray (Dub Mix)" - Stefy Rae - "Chelsea" - Swami - "DesiRock" - Tip Top - "Tip Top" - Urban Puppets - "Sweat" - Vanness Wu - "Poker Face"* - Voicst - "Whatever You Want from Life" - Zola featuring Maduvha - "X Girlfriend" |

*bài hát thực tế được gọi là Friday Night, nhưng trong trò chơi được gọi là Poker Face